# Oceanijsko prvenstvo u košarci 1999.
Oceanijsko prvenstvo u košarci 1999. bilo je četrnaesto izdanje ovog natjecanja. Igralo se u Aucklandu 2. listopada. Pobjednik se kvalificirao na OI 2000. Branitelj naslova Australija nije nastupila jer je već osigurala nastup na OI kao domaćin.

## Turnir
| 1. momčad   | Ishod    | 2. momčad |
| ----------- | -------- | --------- |
| Novi Zeland | 125 : 43 | Guam      |

| Pobjednici Oceanijskog košarkaškog prvenstva 1999. |
| NOVI ZELAND Prvi naslov                            |